# Battlefield Online
Battlefield Online (배틀필드 온라인) est un jeu vidéo de tir à la première personne développé et édité par Neowiz Games, sorti en 2010, exclusivement en Corée du Sud, sur Windows.
Les serveurs ont fermé le 21 mai 2013.